# قله کوری
قله کوری (به انگلیسی: Corrie Peak) یک کوه در کانادا است که در بریتیش کلمبیا واقع شده‌است. قله کوری ۲٬۲۶۳ متر بالاتر از سطح دریا واقع شده‌است.